# Las siete Iglesias del Apocalipsis

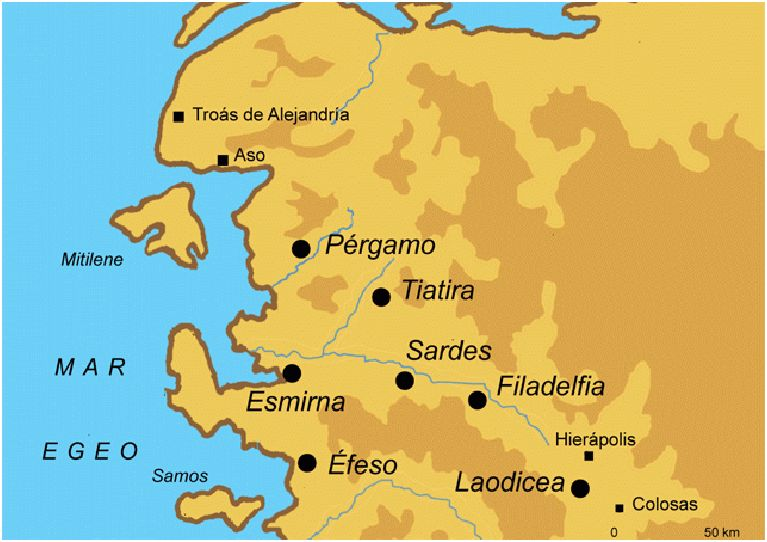
Localización de las siete Iglesias del Apocalipsis.

Las siete Iglesias del Apocalipsis, también llamadas las siete Iglesias de Asia (en referencia a la provincia romana de Asia), son siete Iglesias principales de la cristiandad temprana, tal como se mencionan en el Libro del Apocalipsis o Libro de la Revelación. Según el Apocalipsis, Jesucristo instruye a su siervo Juan el Evangelista, quien se define a sí mismo como «vuestro hermano y compañero de la tribulación y de la paciencia, en Jesús» (Apocalipsis 1, 9). El autor se encontraba desterrado en la isla griega de Patmos «por causa de la Palabra de Dios y del testimonio de Jesús», es decir, se trataba de un período de perturbaciones y persecuciones violentas contra la Iglesia naciente. La mayoría de los investigadores coincide en que se trataría de un período durante el mandato del emperador Domiciano. Los destinatarios del Apocalipsis se especifican a continuación:

"Escribe en un libro lo que ves, y envíalo a las siete Iglesias: a Éfeso, Esmirna, Pérgamo, Tiatira, Sardes, Filadelfia y Laodicea."
Apocalipsis 1,11

 En ese contexto, el término «Iglesias» se refería a las comunidades o congregaciones locales de cristianos que vivían en cada ciudad, y no al edificio o edificios en los que se reunían para el culto.

## Las siete Iglesias

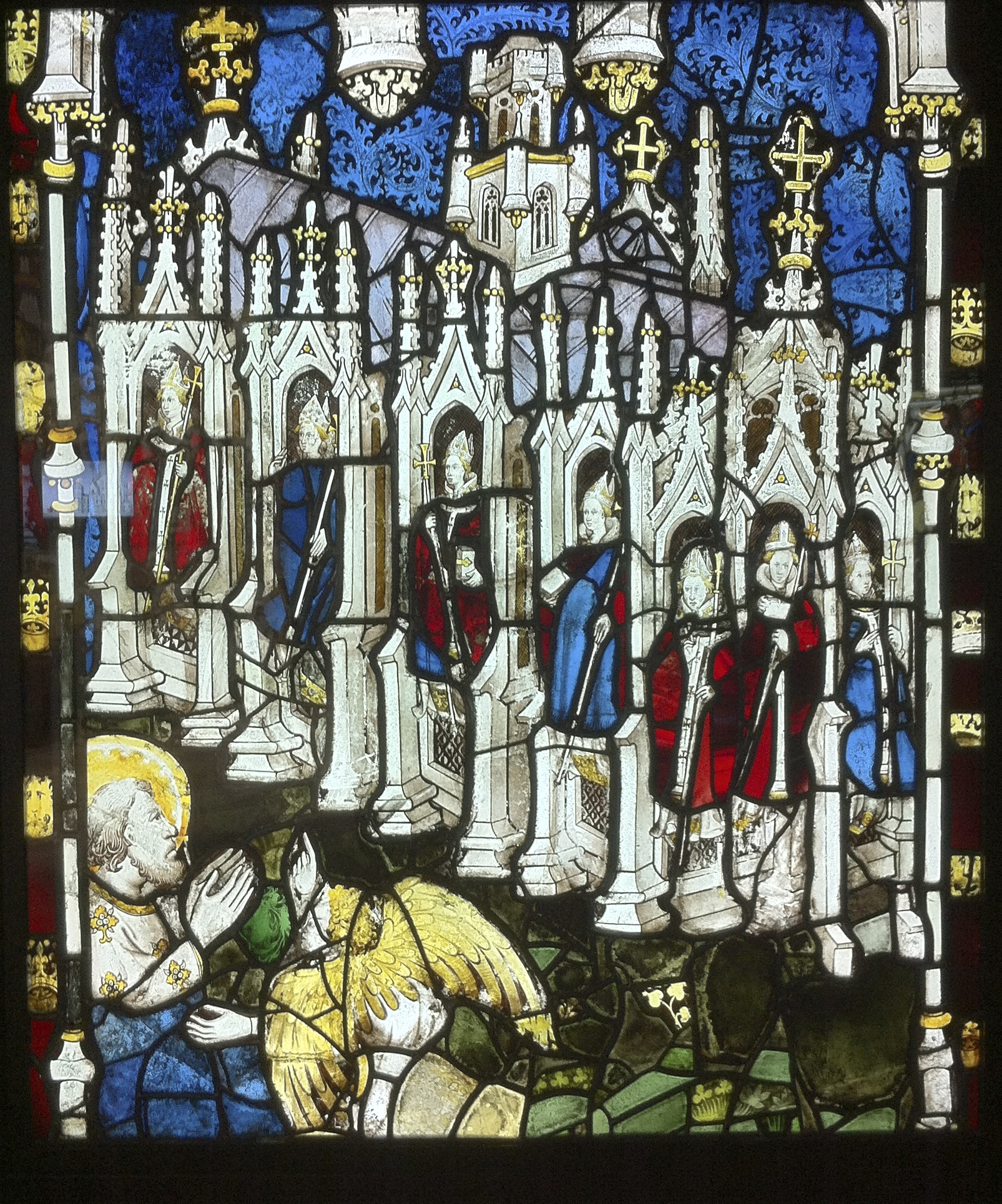
Representación de las siete Iglesias de Asia, en un vitral del diseñado por John Thornton y ubicado de la catedral de York. Juan de Patmos (abajo, a la izquierda) es conminado por un ángel a escribir a las siete Iglesias de Asia, que en la obra aparecen representadas por siete arzobispos de pie en el interior de siete santuarios.

Las Iglesias alrededor de Éfeso eran en realidad más de siete, como se puede ver en las cartas de Ignacio de Antioquía, que escribió aproximadamente en la misma región; algunas de las Iglesias mencionadas por Ignacio de Antioquía coinciden con las del Apocalipsis. El autor del Apocalipsis le escribió a las siete que fueron seleccionadas por Jesucristo, probablemente por encontrar en ellas elementos significativos para su mensaje, y por adoptar el simbolismo aritmético en el que el número «siete» indica «totalidad».
- Éfeso (Apocalipsis 2,1-7) - la Iglesia que había abandonado su primer amor (2,4).
- Esmirna (Apocalipsis 2,8-11): la Iglesia que sufre persecución (2,10).
- Pérgamo (Apocalipsis 2,12-17): la Iglesia que necesitaba arrepentirse (2,16).
- Tiatira (Apocalipsis 2,18-29): la Iglesia que tenía una falsa profetisa (2,20).
- Sardis (Apocalipsis 3,1-6): la Iglesia que se había quedado dormida (3,2).
- Filadelfia (Apocalipsis 3,7-13): la Iglesia que había esperado con paciencia (3,10).
- Laodicea (Apocalipsis 3,14-22): la Iglesia que era tibia e insípida (3,16).

## Siete mensajes a las iglesias del Señor
Las cartas siguen un patrón común. Por ejemplo: El Señor primero se dirige a cada Iglesia y se identifica, y define lo que sabe acerca de la Iglesia en cuestión Después de esto se da un reto o reproche, seguido de una promesa. En los siete casos se incluye la advertencia: "El que tenga oídos, oiga lo que el Espíritu dice a las Iglesias", aunque a veces esto viene antes que la promesa y a veces después. 
Aunque las cartas se diferencian en la longitud de acuerdo con las necesidades de cada comunidad, todos concluyen con un llamado a retener y para escuchar lo que el Espíritu dice a las Iglesias. A cada Iglesia se le promete que todos los que venzan serán recompensados por Cristo.
Algunos historicistas suelen interpretar las siete Iglesias como la representación de siete diferentes períodos de la historia de la Iglesia desde los tiempos de Pablo, hasta el regreso de Jesucristo. Por ejemplo, en su Biblia de Referencia Scofield, el Reverendo Cyrus I. Scofield afirma que "estos mensajes, por su propia naturaleza, van más allá de las asambleas locales mencionadas". Él es de la opinión de que las cartas tienen un propósito profético: revelar las siete fases de la historia espiritual de la Iglesia.

## Los ángeles de las Iglesias

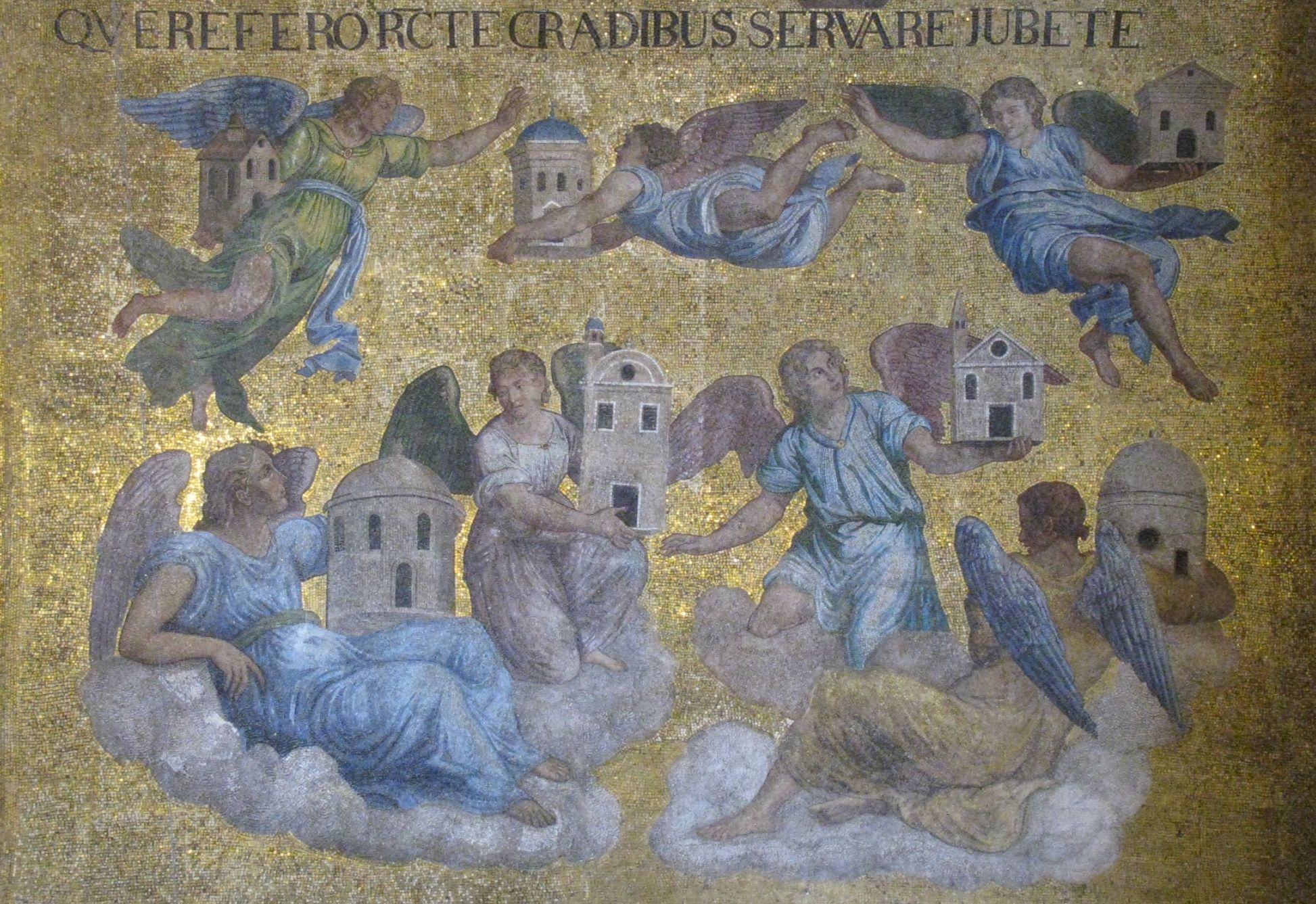
Los ángeles que guardan las siete Iglesias de Asia, mosaico ubicado en la basílica de San Marcos, en Venecia.

Los capítulos 2-3 del Apocalipsis tienen mensajes específicos para cada una de las siete Iglesias. El mensaje de cada una de las siete cartas se dirige al ángel de la Iglesia particular que se menciona.
Orígenes explica que estos "ángeles" son los ángeles guardianes de las Iglesias, una opinión sostenida también por Henry Alford. Pero Epifanio explícitamente rechaza este punto de vista y, de conformidad con las imágenes del pasaje, considera que son los obispos de esas iglesias.
Juan ve una visión del Hijo del hombre, que camina entre siete candeleros y tiene siete estrellas en su mano derecha . Apocalipsis 1,20 dice que "Las siete estrellas son los ángeles de las siete Iglesias, y los siete candelabros son las siete Iglesias". La comparación de un maestro con una estrella tiene raíces bíblicas.
El motivo que usa Agustín de Hipona para interpretar a los 7 ángeles como los prelados de las 7 Iglesias es que San Juan habla de ellos como que han abandonado su primer amor (a Jesús), que no es el caso de los ángeles. Otros dirán que ese abandono se refiere a las Iglesias, no a los mensajeros, por eso cada una de las siete cartas concluyen con las palabras "El que tenga oídos, oiga lo que el Espíritu dice a las iglesias". 
En el Nuevo Testamento, la palabra griega para los ángeles (aggelos) no solo es utilizada para los ángeles celestiales, sino que también se utiliza para los mensajeros humanos, como Juan el Bautista (Mateo 11,10 , Marcos 1,2 , Lucas 7,27) y los profetas de Dios (Apocalipsis 22,8-9) C.I. Scofield ha señalado que la explicación más natural de los "mensajeros" es que eran hombres enviados por las siete Iglesias para comprobar el estado del anciano apóstol... pero al mismo tiempo representan a todo aquél que lleve el mensaje de Dios a una iglesia.